# 西梁湖
西梁湖是一个位于中国湖北省嘉鱼县、咸宁县、蒲圻县的湖泊，面积约为64平方千米。